# آرماندو پیکی
آرماندو پیکی (به ایتالیایی: Armando Picchi) بازیکن فوتبال و اهل ایتالیا است که از سال ۱۹۶۴ میلادی عضو تیم ملی فوتبال ایتالیا بوده و در ۱۲ بازی ملی حضور داشته‌است. او که یک مدافع وسط بود در بازی‌های ملی‌اش گلی به ثمر نرساند.
آرماندو پیکی آخرین بازی ملی خود را در سال ۱۹۶۸ میلادی انجام داد.
او برای تیم‌های فوتبال لیورنو و اینتر میلان ایتالیا بازی‌های زیادی را در سری آ انجام داده است. او در سال ۱۹۷۱ و در حالی‌که مربی تیم یوونتوس بود، به‌دلیل ابتلا به بیماری سرطان در ۳۵ سالگی درگذشت.
ورزشگاه خانگی تیم فوتبال لیورنو به‌نام آرماندو پیکی نام‌گذاری شده است.هلنینو هرارا مربی وقت اینترمیلان با بکار گیری تکنیک خاصی از مربی گری که با تاکید فراوان بر دفاع است توانست به دو قهرمانی پیاپی (1964_1963) در لیگ قهرمانان برسد که کلیدی ترین مهره این تکنیک آرماندو پیکی بود.